# القشينع (المضاربة والعارة)

تعديل مصدري - تعديل

القشينع هي إحدى قرى عزلة المضاربة بمديرية المضاربة والعارة التابعة لمحافظة لحج، بلغ تعداد سكانها 149 نسمة حسب تعداد اليمن لعام 2004.